# Арам, Жозеф
Жозеф Арам (фр. Joseph Arame; род. 29 августа 1948, Ле-Муль) — французский легкоатлет, специалист по бегу на короткие дистанции. Выступал на профессиональном уровне в 1970-х годах, чемпион Европы, победитель Средиземноморских игр, участник двух летних Олимпийских игр.

## Биография
Жозеф Арам родился 29 августа 1948 года в коммуне Ле-Муль, Гваделупа.
Впервые заявил о себе в лёгкой атлетике на международном уровне в сезоне 1971 года, когда вошёл в состав французской сборной и выступил на чемпионате Европы в Хельсинки, где в зачёте бега на 200 метров дошёл до стадии полуфиналов.
В 1974 году на чемпионате Европы в Риме стал четвёртым в дисциплине 200 метров и вместе с соотечественниками одержал победу в эстафете 4×100 метров.
В 1975 году выиграл эстафету 4×100 метров на Средиземноморских играх в Алжире.
На чемпионате Франции 1976 года в Лилле превзошёл всех соперников в беге на 200 метров, установив при этом свой личный рекорд — 20,68. Благодаря этому успешному выступлению удостоился права защищать честь страны на летних Олимпийских играх в Монреале — в программе 200 метров остановился в полуфинале, тогда как в эстафете 4×100 метров показал в решающем забеге седьмой результат.
В 1977 году на дистанции 200 метров выиграл национальное первенство в Невере, победил в матчевой встрече со сборной Венгрии в Будапеште.
На чемпионате Европы 1978 года в Праге дошёл до полуфиналов в дисциплинах 100 и 200 метров.
Принимал участие в Олимпийских играх 1980 года в Москве — в беге на 200 метров дошёл до полуфинала, а в эстафете 4×100 метров его участие не потребовалось.